# Mission spéciale
Pour l’article ayant un titre homophone, voir Missions spéciales.
Pour plus de détails, voir Fiche technique et Distribution.
Mission spéciale est un film d'espionnage français réalisé par Maurice de Canonge, sorti en 1946. 
Avec 6,78 millions entrées en salles, il occupe la 101e place dans le classement des films français les plus vus en France. En 1946, il est le film comptant le plus grand nombre d'entrées dans le pays, derrière Pinocchio (7,83 millions spectateurs).

## Synopsis
Pendant la débâcle de mai 1940 en France, le commissaire Chabrier tente de démanteler un réseau d'espions allemands (comprenant Emmy de Welder, directrice de l'hôpital de Rouen) chargés de préparer la prise du pouvoir des Allemands dans l'hexagone. À partir de 1942, Chabrier et ses hommes, devenus résistants, sont traqués – parfois arrêtés et torturés – par les autorités allemandes. À la libération, Chabrier retrouve son bureau à la Sûreté nationale.

## Fiche technique
- Titre : Mission spéciale
- Réalisation : Maurice de Canonge, assisté de Robert Hennion
- Scénario et dialogues : Simon Gantillon
- Photographie : Georges Million
- Montage : Monique Kirsanoff
- Musique : Jacque-Dupont
- Décors : Claude Bouxin
- Son : Antoine Petitjean
- Directeur de production : Jean de Size
- Société de production : Compagnie française de distribution de films (CFDF)
- Pays de production :  France
- Format : Noir et blanc — 35 mm — 1,33:1 — Son : Mono
- Durée : 183 minutes
- Genre : Film dramatique, Film d'espionnage
- Date de sortie :
  - France : 8 mars 1946

## Distribution
- Jany Holt : Emmy de Welder
- Pierre Renoir : Moravetz-Landberg
- Jean Davy : Commissaire Chabrier
- André Carnège : le contrôleur général
- Raymond Cordy : Mérignac
- Marcel Delaître : le colonel Kleider
- Maurice Devienne
- Ky Duyen
- France Ellys
- Fernand Fabre
- Guy Favières
- Louis Florencie : le chef de gare
- Jean Francel
- Alain Gilbert : le tuberculeux
- Jérôme Goulven : Staub
- Gaëtan Jor
- Roger Karl : Poldermann-Roechel
- Léo Lapara : Péroni
- Jacques Lecour
- Rudy Lenoir
- Clary Monthal
- Armand Morins
- Nathalie Nattier : Wanda Vanska
- Roger Rafal
- Jacques Roussel : Carlos
- Elisa Ruis
- Maurice Salabert
- Robert Seller : le directeur du Criterion
- Liliane Valais : Hélène de Moreuil
- Yvonne Yma
- Jean Yonnel : Jean Sartène
- Jean Vilmont